# Jasus lalandii
Jasus lalandii är en kräftdjursart som först beskrevs av H. Milne-Edwards 1837.  Jasus lalandii ingår i släktet Jasus och familjen Palinuridae. IUCN kategoriserar arten globalt som livskraftig. Inga underarter finns listade i Catalogue of Life.

## Bildgalleri

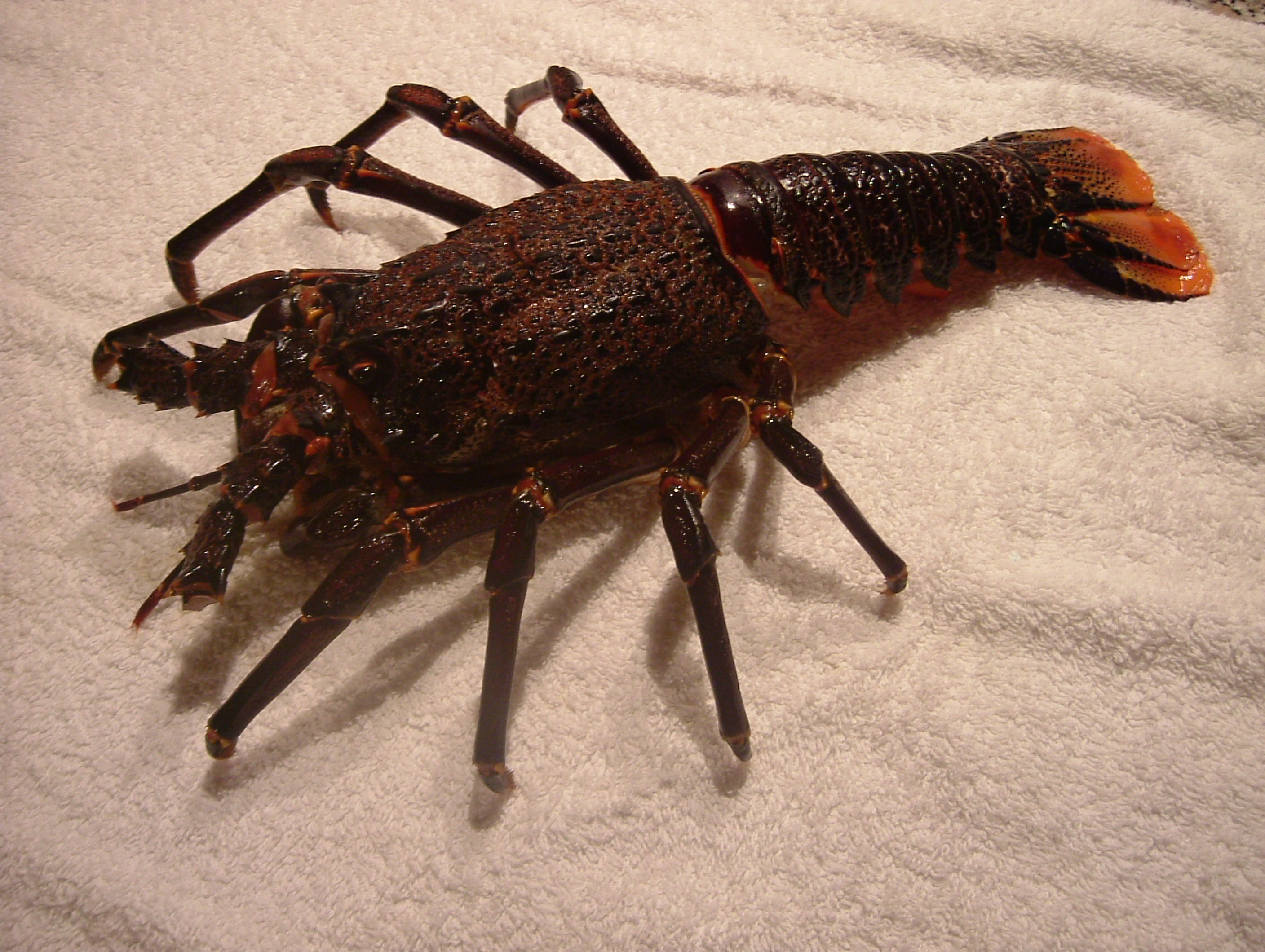
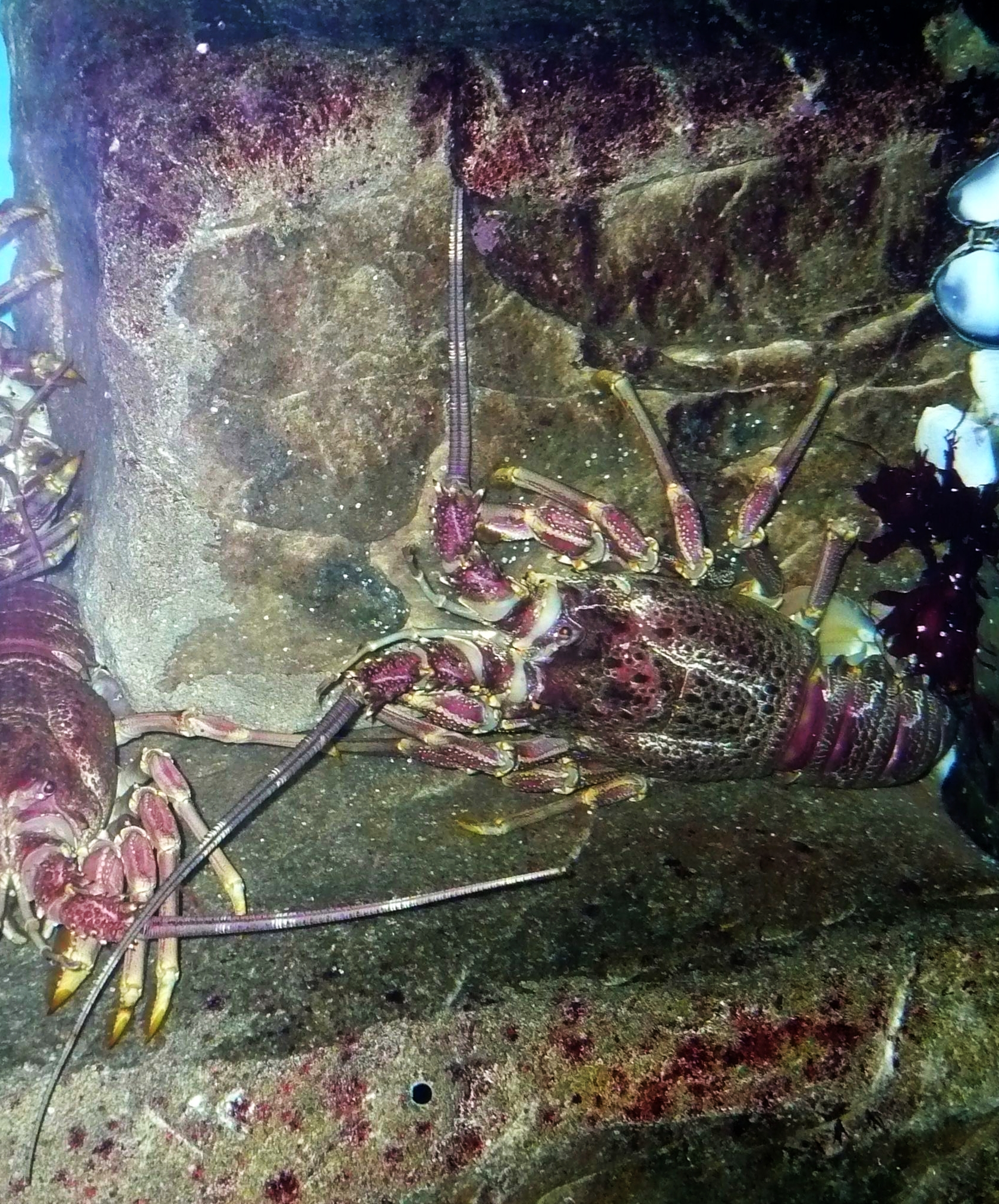